# Улица Чечулина
У́лица Чечу́лина — улица на востоке Москвы в районе Ивановское Восточного административного округа между Малым и Большим Купавенскими проездами.

## Происхождение названия
В 1982 году Средний Купавенский проезд был переименован в улицу Чечулина в честь Дмитрия Николаевича Чечулина (1901—1981) — советского архитектора. Из под его пера вышло много значительных сооружений не только для Москвы, но и для других городов.

## Учреждения
- Детский сад № 1901 (компенсирующего вида, логопедический)
- Детский сад № 794 «Родничок» (с ясельной группой)
- ОДС № 2
- ОДС № 3
- Средняя общеобразовательная школа с углубленным изучением иностранных языков № 1373
- КЛД № 18
- Московский Городской Педагогический университет (МГПУ)

## Транспорт
По улице проходят автобусы:
- 276 — Южное Измайлово — Платформа «Новогиреево»
- 634 — Южное Измайлово —  Семёновская
- 634к — Южное Измайлово —  Первомайская
- 674 — 3-й микрорайон Новокосина —  Партизанская